# Пальманова (Мальорка)
Пальмано́ва или Па́льма Но́ва, также Па́льма-Но́ва (исп. Palmanova) — курорт в Испании на одном из самых больших Балеарских островов — острове Мальорка, в муниципалитете Кальвия. Расположен в 15-ти километрах от столицы острова — Пальма-де-Мальйорка — и международного аэропорта Сон-Сан-Хуан.

## История
До 1934 года этот район был известен как Сон Калиу (Son Caliu). Проект Пальмановы как курортной зоны появился в 1935 году. До этого на месте нынешнего курорта была рыбацкая деревушка. Однако из-за разгоревшейся в Испании гражданской войны все реконструкции в Пальманова были приостановлены вплоть до 1950-х годов.
Первые отели в Пальманова были построены в конце 1950-х годов и с 1960 года курорт стал набирать популярность.
Число жителей курорта в 2017 году составило 6 492 человека.

## Описание
С 2009 года Пальманова считается одной из самых важных туристических зон на острове. Здесь имеется большое разнообразие ресторанов и развлекательных заведений. Все три пляжа Пальмановы получили награду «Голубой флаг».
Климат средиземноморский, влажность высокая. Продолжительность пляжного сезона — май—ноябрь. В летние месяцы средняя температура воздуха +30, средняя температура морской воды +25.
Пальманова является одним из первых туристических направлений на острове, обслуживающих потребности путешественников на любой вкус. Город часто посещают различные социально-экономические группы людей как из-за близости к Пальме, так и к знаменитому курорту Магалуф. С появлением низкобюджетных перелётов и пакетных туристических путёвок Пальманова разрослась и стала одним из основных мест отдыха жителей из разных стран Европы.
В Пальманове есть три пляжа: Плая Каррегадор, Плая Пальманова и Плая Сан Матис, их ширина составляет около 60 метров; есть также небольшая пристань для яхт.
Пешеходную набережную населённого пункта — Пасео Кальвия — называют «зелеными лёгкими» Пальмановы.
В Пальманове много высоких отелей, с верхних этажей которых открываются красивейшие виды на море.
В отличие от шумного Магалуфа Пальманова предлагает спокойный семейный отдых.

## Развлечения и спорт

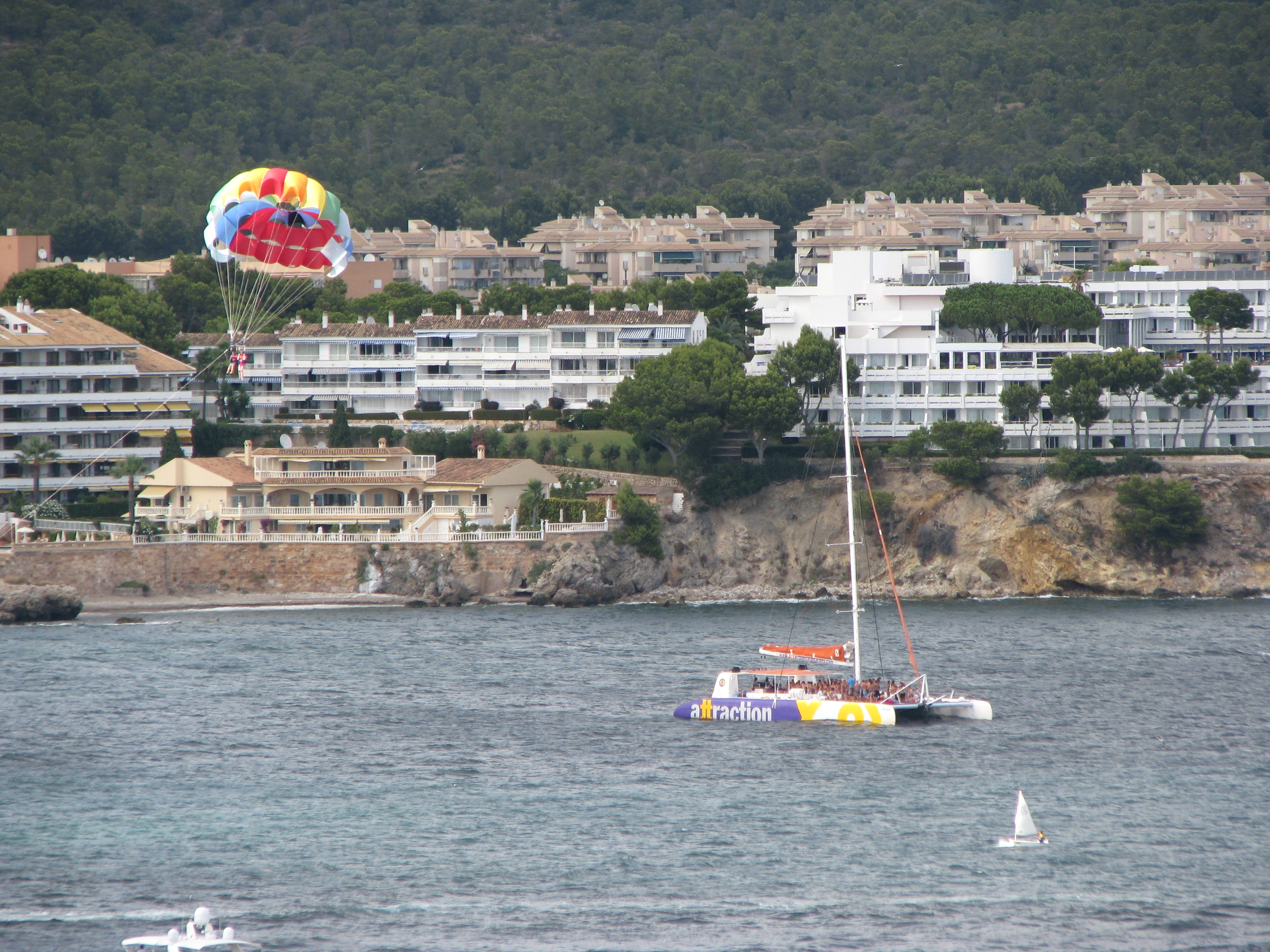
Развлечения в Пальманове

Пальманова предлагает такие виды отдыха и развлечений, как:
- «Гольф Фантазия» — клуб для игры в мини-гольф. Имеет три поля и 54 лунки и подходит для всех возрастов[10][11];
- детский парк аттракционов «Катманду»[12];
- аквапарк в западной части курорта;
- семейный парк водных развлечений «Маринелэнд», находящийся в трёх с половиной километрах от Пальмановы в местечке Портальс-Ноус;
- дайвинг и сноркелинг;
- круиз на прогулочном катере вдоль морского побережья.

## Галерея

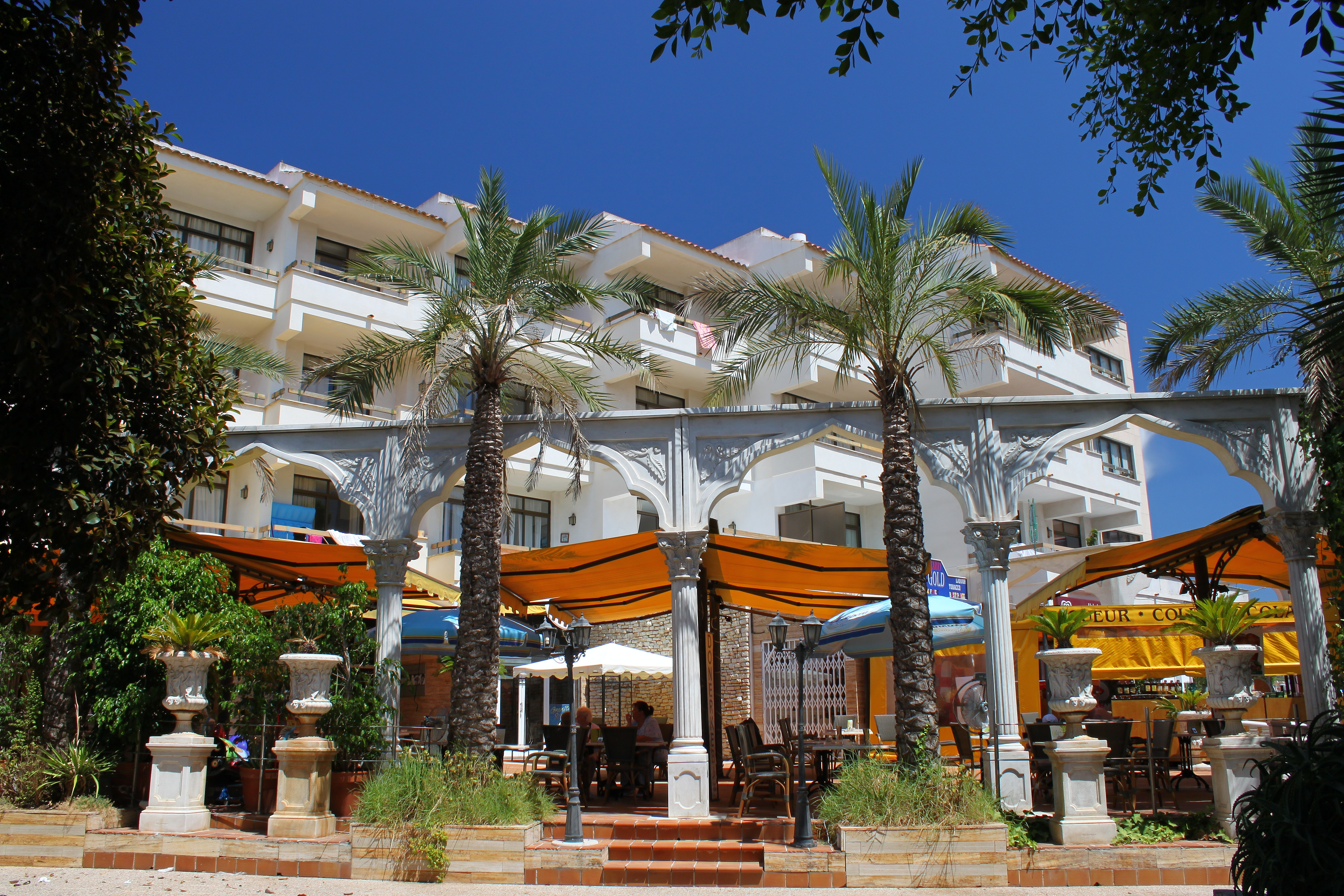
В Пальманове в 2010 году
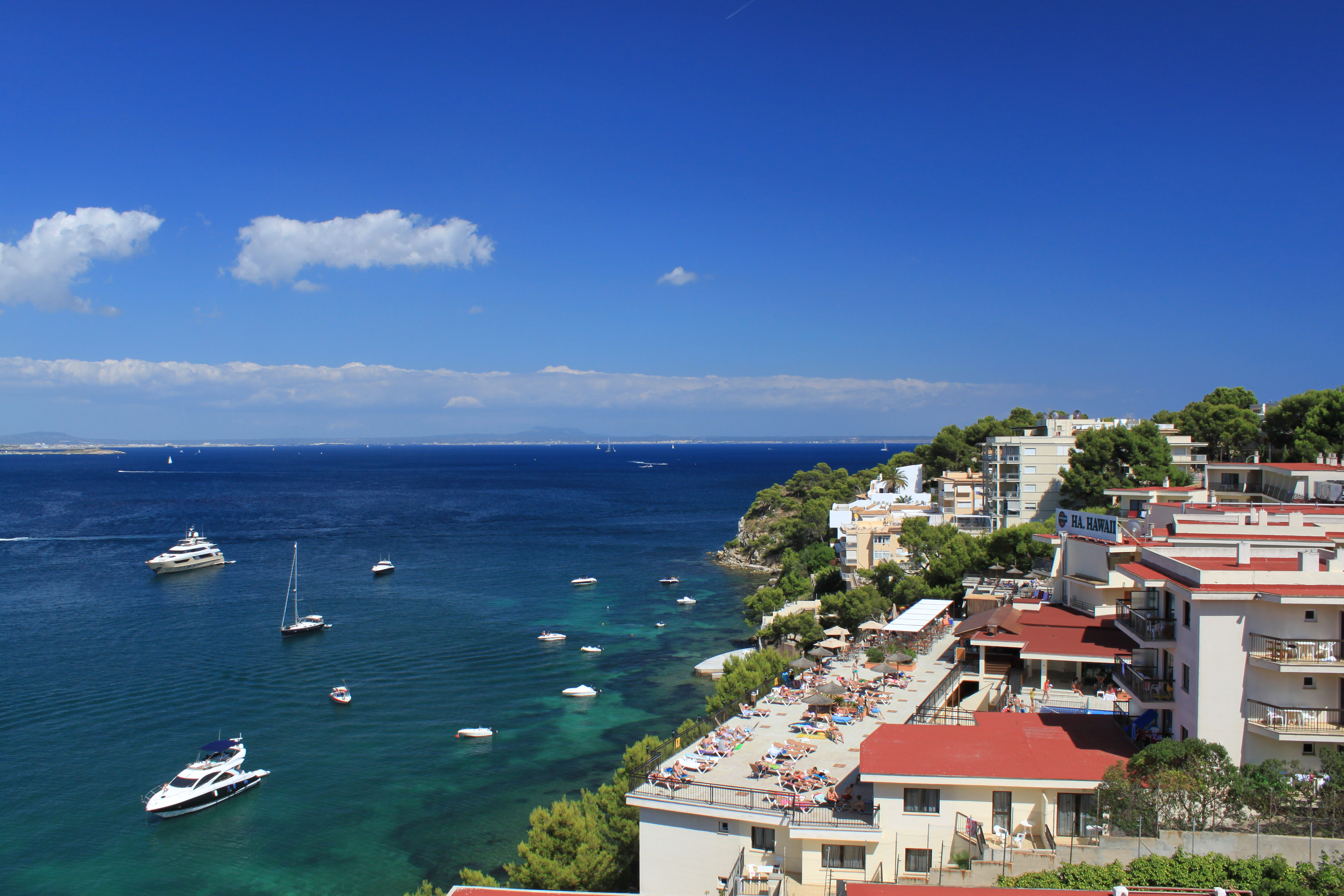
Бухта в Пальманове
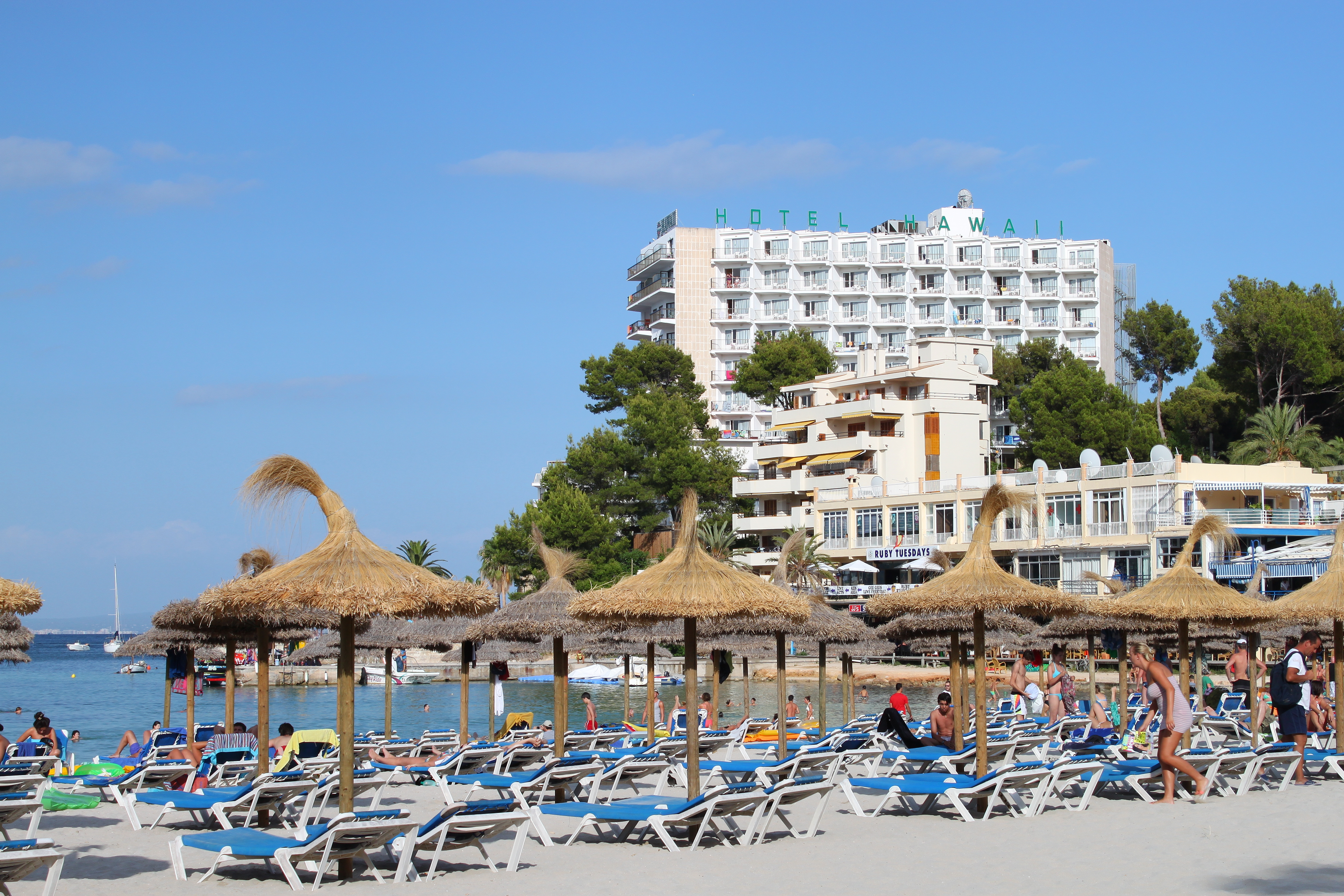
Пляж Сан Матис в Пальманове
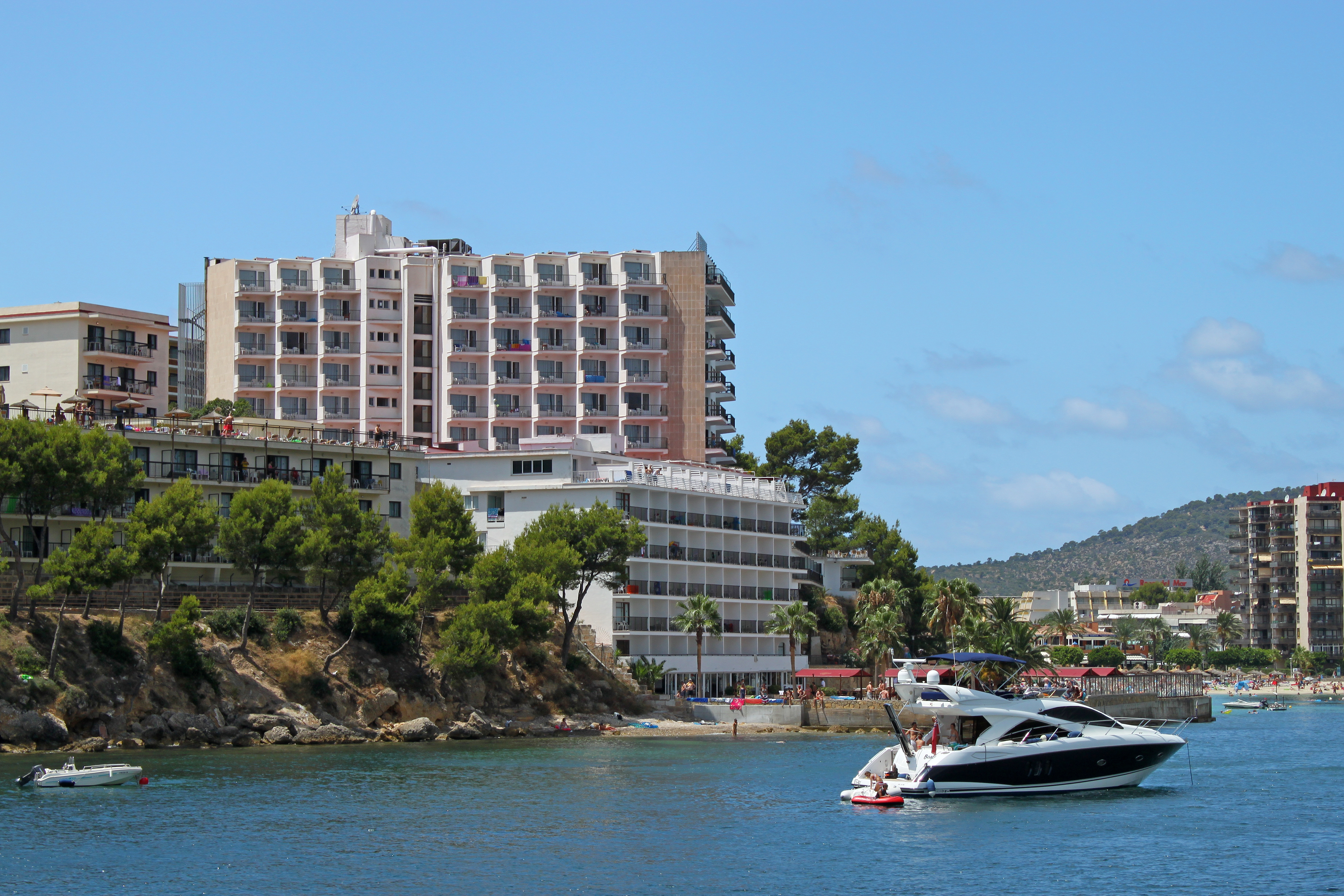
Вид с моря на отель «Hawaii» (ныне «Leonardo Royal») в Пальманове
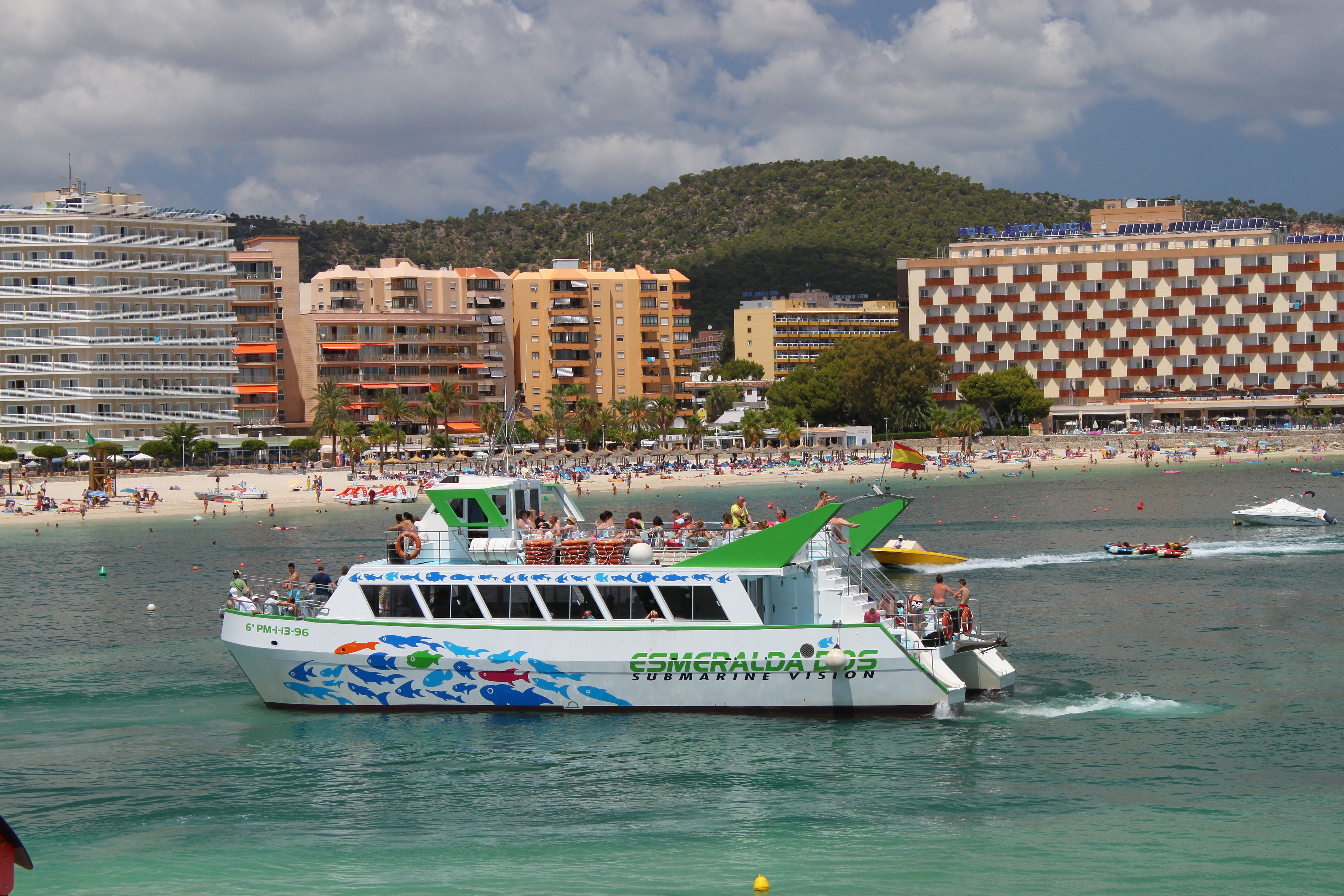
Прогулочный катер
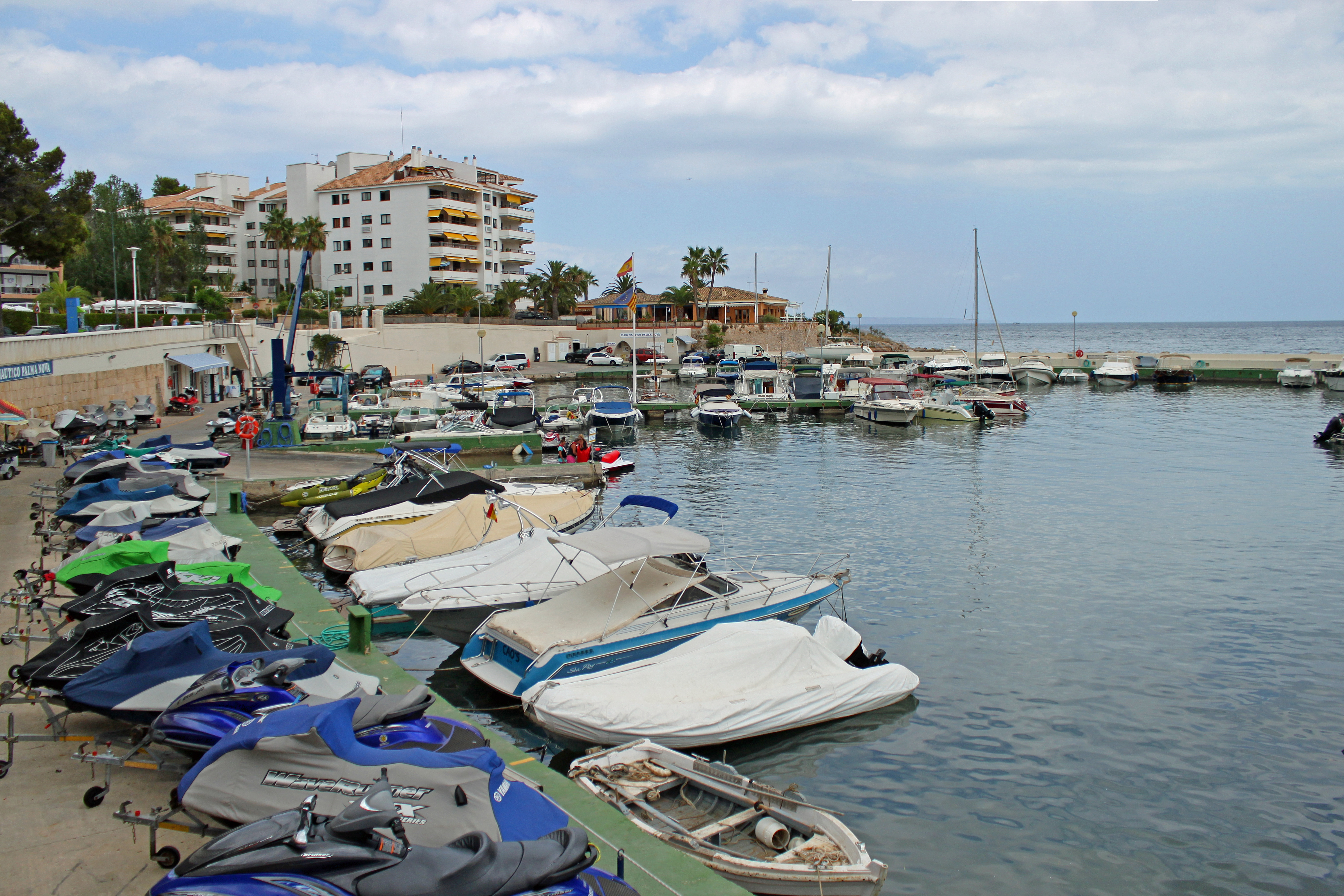
Яхтенный порт в Пальманове
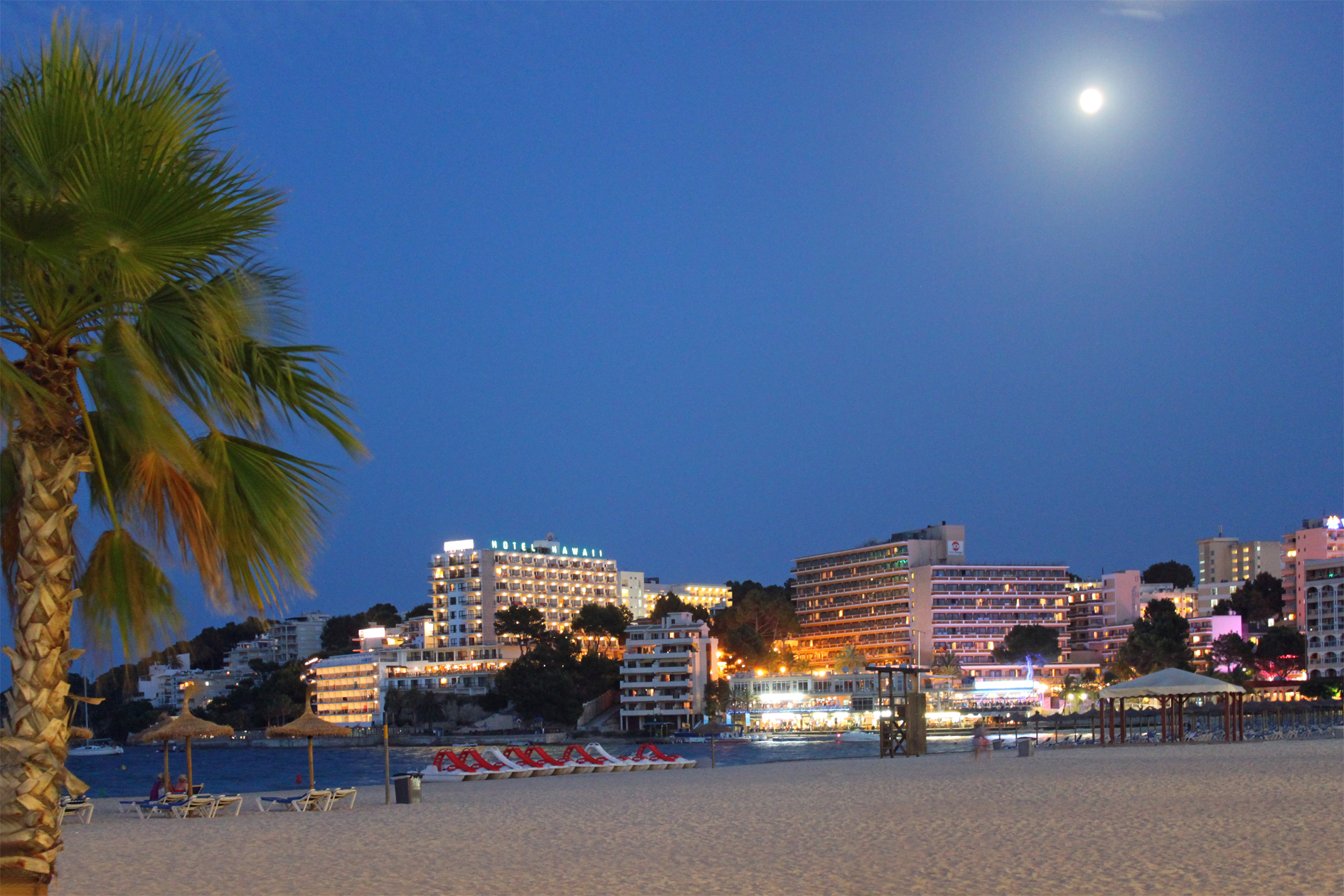
Ночь в Пальманове